# Résolution 495 du Conseil de sécurité des Nations unies
Membres permanents
- Chine
- États-Unis
- France
- Royaume-Uni
- URSS

Membres non permanents
- Allemagne de l'Est
- Espagne
- Irlande
- Japon
- Mexique
- Niger
- Panama
- Philippines
- Tunisie
- Ouganda

Résolution no 494 Résolution no 496
La résolution 495 du Conseil de sécurité des Nations unies fut adoptée à l'unanimité le 14 décembre 1981. Le Conseil a pris note d'un rapport du Secrétaire général selon lequel, en raison des circonstances actuelles, la présence de la Force des Nations Unies chargée du maintien de la paix à Chypre (UNFICYP) continuerait d'être essentielle pour un règlement pacifique. Le Conseil a exprimé le souhait que toutes les parties soutiennent l'accord en dix points pour la reprise des pourparlers intercommunautaires et a prié le Secrétaire général de lui faire un rapport avant le 31 mai 1982 pour suivre la mise en œuvre de la résolution.
Le Conseil a réaffirmé ses résolutions antérieures, y compris la résolution 365, s'est déclaré préoccupé par la situation, a exhorté les parties concernées à œuvrer ensemble pour la paix et a une nouvelle fois prolongé le stationnement de la Force à Chypre, jusqu'au 15 juin 1982.